# Halysidota triphylia
Halysidota triphylia är en fjärilsart som beskrevs av Druce 1896. Halysidota triphylia ingår i släktet Halysidota och familjen björnspinnare. Inga underarter finns listade i Catalogue of Life.